# Campionati europei di ciclismo su pista 2025 - Americana maschile
La gara della americana maschile ai Campionati europei di ciclismo su pista 2025 si svolse il 16 febbraio 2025 presso il Omnisport Heusden-Zolder di Heusden-Zolder, in Belgio.

## Risultati
La gara consta di 200 giri (50km), con uno sprint ogni 20 giri.
| Pos | Atleta                                  | Nazione     | Punti giro | Punti sprint | Ordine finale | Punti |
| --- | --------------------------------------- | ----------- | ---------- | ------------ | ------------- | ----- |
| 1   | Yanne Dorenbos Vincent Hoppezak         | Paesi Bassi | 80         | 39           | 6             | 119   |
| 2   | Roger Kluge Tim Torn Teutenberg         | Germania    | 60         | 45           | 14            | 105   |
| 3   | Ivo Oliveira Rui Oliveira               | Portogallo  | 60         | 36           | 4             | 96    |
| 4   | Tobias Hansen Niklas Larsen             | Danimarca   | 60         | 15           | 9             | 75    |
| 5   | William Perrett Matthew Walls           | Regno Unito | 60         | 14           | 7             | 74    |
| 6   | Lindsay De Vylder Noah Vandenbranden    | Belgio      | 40         | 32           | 3             | 72    |
| 7   | Erwan Besnier Clément Petit             | Francia     | 20         | 13           | 2             | 33    |
| 8   | Filip Prokopyszyn Wojciech Pszczolarski | Polonia     | 0          | 5            | 11            | 5     |
| 9   | Maximilian Schmidbauer Tim Wafler       | Austria     | -20        | 14           | 1             | –6    |
| 10  | Davide Stella Juan David Sierra         | Italia      | -20        | 10           | 5             | -10   |
| 11  | Álvaro Navas Joan Roca                  | Spagna      | -20        | 3            | 8             | -17   |
| 12  | Matyáš Koblížek Adam Křenek             | Rep. Ceca   | -20        | 0            | 13            | -20   |
| 13  | Matteo Constant Pascal Tappeiner        | Svizzera    | -40        | 5            | 12            | -35   |
| 14  | Heorhii Chyzhykov Daniil Yakovlev       | Ucraina     | -60        | 0            | 10            | -60   |
| 15  | Martin Jurík Pavol Rovder               | Slovacchia  | -40        | 0            | -             | DNF   |
| 16  | Vladyslav Loginov Alon Yogev            | Israele     | -40        | 0            | -             | DNF   |
| 17  | Žak Eržen Nejc Peterlin                 | Slovenia    | -20        | 0            | -             | DNF   |
| 17  | Mustafa Tarakçı Ramazan Yılmaz          | Turchia     | -20        | 0            | -             | DNF   |